# Zonsverduisteringen van 2081 t/m 2090
De periode 2081 t/m 2090 bevat 23 zonsverduisteringen. Deze zijn onderverdeeld in de volgende typen:
- 7 totale
- 7 ringvormige
- 0 hybride
- 9 gedeeltelijke

## Overzicht
Onderstaand overzicht bevat alle details van deze zonsverduisteringen.
| Datum        | UTC op Max | Type         | Stijl                     | Saros nr | Magni- tude | Lengte op Max | Regio's in het gehele eclipsgebied                | Regio's met het eclipspad                                                                                               |
| ------------ | ---------- | ------------ | ------------------------- | -------- | ----------- | ------------- | ------------------------------------------------- | --- |
| 10 mrt. 2081 | 15:23:31   | ringvormig   | centraal                  | 131      | 0.930       | 07m36s        | Zuid-Amerika, Afrika, zuidpoolgebied              | Chili, Argentinië, Ivoorkust, Ghana, Togo, Benin, Nigeria, Kameroen                                                     |
| 3 sep. 2081  | 09:07:31   | totaal       | centraal                  | 136      | 1.072       | 05m33s        | Afrika, Europa, Azië                              | Centraal Europa, Turkije, Syrië, Irak, Koeweit, Qatar, Verenigde Arabische Emiraten, Saüdi Arabië, Oman                 |
| 27 feb. 2082 | 14:47:00   | ringvormig   | centraal                  | 141      | 0.930       | 08m12s        | Noord-Amerika, Zuid-Amerika, Europa, Afrika       | Peru, Brazilië, Suriname, Frans-Guyana, Portugal, Spanje, Frankrijk, Italië, Duitsland, Oostenrijk                      |
| 24 aug. 2082 | 01:16:21   | totaal       | centraal                  | 146      | 1.045       | 04m01s        | Indië, Australië, zuidpoolgebied, Nieuw-Zeeland   | Liberia, Ivoorkust, Ghana, Togo, Benin, Nigeria, Kameroen, Tsjaad, Centraal-Afrikaanse Republiek, Sudan, Kenia, Somalië |
| 16 feb. 2083 | 18:06:36   | gedeeltelijk |                           | 151      | 0.943       | -             | Noord-Amerika, Noordelijk Midden-Amerika          | |
| 15 juli 2083 | 00:14:23   | gedeeltelijk | laatste eclips Sarosserie | 118      | 0.017       | -             | Groenland                                         | |
| 13 aug. 2083 | 12:34:41   | gedeeltelijk |                           | 156      | 0.615       | -             | Zuid-Amerika, zuidpoolgebied                      | |
| 7 jan. 2084  | 17:30:24   | gedeeltelijk |                           | 123      | 0.872       | -             | zuidpoolgebied, Zuid-Amerika                      | |
| 3 juli 2084  | 01:50:26   | ringvormig   | centraal                  | 128      | 0.942       | 04m25s        | Noordelijk Europa, Azië, Noord-Amerika            | Rusland, VS, Canada |
| 27 dec. 2084 | 09:13:48   | totaal       | centraal                  | 133      | 1.040       | 03m04s        | Afrika, Antarctica, Australia                     | Zuidelijk Atlantische Oceaan, Indische Oceaan                                                                           |
| 22 juni 2085 | 03:21:16   | ringvormig   | centraal                  | 138      | 0.970       | 03m29s        | Azië, Indië, Australië                            | India, Myanmar, China, Centraal Stille Oceaan                                                                           |
| 16 dec. 2085 | 22:37:48   | ringvormig   | centraal                  | 143      | 0.997       | 00m19s        | Centraal Stille Oceaan, Westelijk Noord-Amerika   | Centraal Stille Oceaan                                                                                                  |
| 11 juni 2086 | 11:07:14   | totaal       | centraal                  | 148      | 1.017       | 01m48s        | Zuid-Amerika, Afrika                              | Namibië, Botswana, Zuid-Afrika                                                                                          |
| 6 dec. 2086  | 05:38:55   | gedeeltelijk |                           | 153      | 0.927       | -             | Azië                                              | Maleisië, Indonesië, Nieuw Guinea, Australië, Nieuw-Zeeland                                                             |
| 2 mei 2087   | 18:04:42   | gedeeltelijk |                           | 120      | 0.801       | -             | Noordelijk Europa, Noordelijk Azië, Noord-Amerika | |
| 1 juni 2087  | 01:27:14   | gedeeltelijk |                           | 158      | 0.215       | -             | Nieuw-Zeeland                                     | |
| 26 okt. 2087 | 11:46:57   | gedeeltelijk |                           | 125      | 0.470       | -             | Zuid-Amerika, zuidpoolgebied                      | |
| 21 apr. 2088 | 10:31:49   | totaal       | centraal                  | 130      | 1.047       | 03m58s        | Noord-Amerika, Afrika, Europa, Azië               | Mauritanië, Westelijke Sahara, Mali, Algerije, Tunisië, Griekenland, Turkije, Rusland, Kazachstan, China                |
| 14 okt. 2088 | 14:48:05   | ringvormig   | centraal                  | 135      | 0.973       | 02m38s        | Zuid-Amerika, zuidpoolgebied, Afrika              | Chili, Argentinië |
| 10 apr. 2089 | 22:44:42   | ringvormig   | centraal                  | 140      | 0.992       | 00m53s        | Australië, zuidpoolgebied, Noord-Amerika          | Centraal Stille Oceaan, Ecuador, Peru, Brazilië                                                                         |
| 4 okt. 2089  | 01:15:23   | totaal       | centraal                  | 145      | 1.033       | 03m14s        | Azië, Indië, Australië                            | China, Centraal Stille Oceaan                                                                                           |
| 31 mrt. 2090 | 03:38:08   | gedeeltelijk |                           | 150      | 0.784       | -             | zuidpoolgebied, Australië, Nieuw-Zeeland          | |
| 23 sep. 2090 | 16:56:36   | totaal       | centraal                  | 155      | 1.056       | 03m36s        | Noord-Amerika, Europa, Afrika, Noordelijk Azië    | Canada, Groenland, Verenigd Koninkrijk, Frankrijk                                                                       |

### Legenda
| Kolomhoofd                         | Uitleg                                                                                                |
| ---------------------------------- | --- |
| Datum                              | Datum op het moment van het maximum van de eclips                                                     |
| UTC op Max                         | Tijd in UTC op het moment van het maximum van de eclips                                               |
| Type                               | Type van de eclips                                                                                    |
| Stijl                              | Binnen een type zijn verschillende stijlen mogelijk                                                   |
| Sarosnr                            | Het nr van de sarosreeks waartoe de eclips behoort                                                    |
| Magnitude                          | Percentage van verduistering van de middellijn van de zon op het moment van het maximum van de eclips |
| Lengte op Max                      | Tijdsduur van de eclips op de plek met het maximum                                                    |
| Regio's in het gehele eclipsgebied | Gebieden waar de eclips of een gedeelte ervan te zien is                                              |
| Landen met het eclipspad           | Landen waar de eclips totaal of ringvormig te zien is                                                 |